# Ferdinand Rudolph
Ferdinard Louis Rudolph (ur. 1899, zm. ?) – belgijski hokeista, olimpijczyk.

## Występy na IO
| Rok  | Igrzyska Olimpijskie | Konkurencja     | Wyniki     |
| 1924 | Chamonix 1924        | hokej na lodzie | 7. miejsce |